# Mehmet Yüksel
Mehmet Yüksel (Haarlem, 16 december 2001) is een Turks-Nederlands voetballer die als aanvaller voor Şanlıurfaspor speelt.

## Carrière
Mehmet Yüksel speelde in de jeugd van Olympia Haarlem, IJ.V.V. Stormvogels, AVV Zeeburgia, FC Twente en de Koninklijke HFC. Op 7 oktober 2020 debuteerde hij voor HFC in de met 0-1 verloren bekerwedstrijd tegen SV OSS '20. Enkele dagen later maakte hij zijn competitiedebuut tegen SV Spakenburg. Dit zou de laatste wedstrijd van het seizoen 2020/21 blijken, omdat het amateurvoetbal werd stilgelegd vanwege de coronapandemie. In het nieuwe seizoen groeide Yüksel uit tot een vaste waarde bij HFC. In de zomer van 2022 maakte hij de overstap naar competitiegenoot Jong Sparta Rotterdam. Hier speelde hij twee seizoenen in de Tweede divisie. In het begin van het seizoen 2023/24 maakte hij een aantal keer deel uit van de eerste selectie van Sparta en tekende hij zijn eerste profcontract, tot het einde van het seizoen met een optie voor twee extra jaren. Yüksel debuteerde in het betaald voetbal voor Sparta op 1 september 2023, in de met 1-1 gelijkgespeelde thuiswedstrijd tegen N.E.C. Hij viel in de 90e minuut in voor Camiel Neghli. Ook in de met 1-2 verloren thuiswedstrijd tegen Almere City FC en de met 0-2 gewonnen bekerwedstrijd tegen IJsselmeervogels mocht hij invallen. In 2024 vertrok hij naar Şanlıurfaspor, wat op het tweede niveau van Turkije uitkomt.

### Statistieken
| Seizoen                         | Club                  | Land           | Competitie     | Competitie | Competitie | Beker | Beker | Totaal | Totaal |
| Seizoen                         | Club                  | Land           | Competitie     | Wed.       | Dlp.       | Wed.  | Dlp.  | Wed.   | Dlp.   |
| ------------------------------- | --------------------- | -------------- | -------------- | ---------- | ---------- | ----- | ----- | ------ | ------ |
| 2020/21                         | Koninklijke HFC       | Nederland      | Tweede divisie | 1          | 0          | 1     | 0     | 2      | 0      |
| 2021/22                         | Koninklijke HFC       | Nederland      | Tweede divisie | 32         | 7          | 1     | 0     | 33     | 7      |
| 2022/23                         | Jong Sparta Rotterdam | Nederland      | Tweede divisie | 30         | 9          | –     | –     | 30     | 9      |
| 2023/24                         | Jong Sparta Rotterdam | Nederland      | Tweede divisie | 24         | 8          | –     | –     | 24     | 8      |
| 2023/24                         | Sparta Rotterdam      | Nederland      | Eredivisie     | 2          | 0          | 1     | 0     | 3      | 0      |
| 2024/25                         | Şanlıurfaspor         | Turkije        | 1. Lig         | 1          | 0          | 0     | 0     | 1      | 0      |
| Carrièretotaal                  | Carrièretotaal        | Carrièretotaal | Carrièretotaal | 90         | 24         | 3     | 0     | 93     | 24     |
| Bijgewerkt op 25 september 2024 |                       |                |                |            |            |       |       |        |        |